# 2017 w muzyce
Wydarzenia muzyczne w 2017 roku.

## Wydarzenia

### Francja
- 9 grudnia – w Paryżu odbyło się uroczyste pożegnanie Johnny’ego Hallydaya. Pogrzeb miał charakter narodowy[1]. Według danych policji w uroczystości uczestniczyło od 800 tys. do miliona fanów[2][3].

### Polska

#### Koncerty

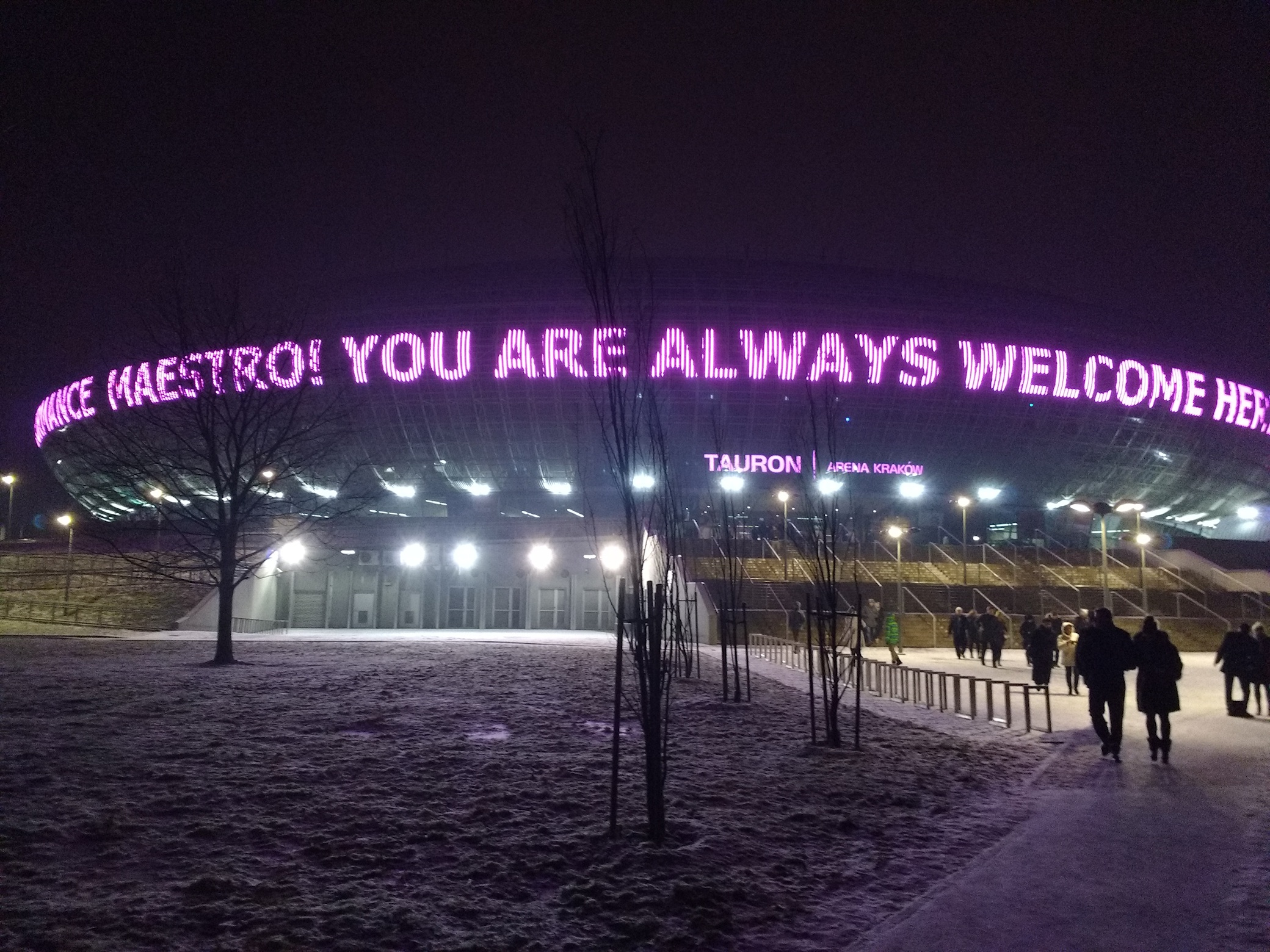
Podziękowanie dla Ennio Morricone wyświetlone na elewacji Tauron Arena Kraków

- 21 stycznia – Green Day, Tauron Arena Kraków[4]
- 6 lutego – Ennio Morricone, Tauron Arena Kraków[5]
- 14 lutego – Alan Walker, Warszawa, klub Progresja[6]
- 19 lutego – Rod Stewart, Tauron Arena Kraków[7]
- 21 lutego – Rod Stewart, Gdańsk, Sopot, Ergo Arena[8]
- 10 marca – Anthrax, Warszawa, Klub „Stodoła”[9]
- 27 marca – Sting, Warszawa, Hala Torwar[10]
- 31 marca – Korn, Warszawa, Hala Torwar[11]
- 6 maja – Hardwell, Tauron Arena Kraków[12]
- 17 maja – Enrique Iglesias, Gdańsk, Sopot, Ergo Arena[13]
- 23 maja – Deep Purple, Łódź, Atlas Arena[14]
- 24 maja – Deep Purple, Katowice, Spodek[14]
- 27 maja – Bruno Mars, Tauron Arena Kraków[15]
- 2 czerwca
  - Aerosmith, Tauron Arena Kraków[16]
  - Kings of Leon, Warszawa, Tor wyścigów konnych Służewiec[17]
  - Martin Garrix, Warszawa, Tor wyścigów konnych Służewiec[17]
- 3 czerwca – Imagine Dragons, Warszawa, Tor wyścigów konnych Służewiec[17]
- 15 czerwca
  - Linkin Park, Tauron Arena Kraków[18]
  - Machine Gun Kelly, Tauron Arena Kraków[18]
- 18 czerwca – Coldplay, Stadion Narodowy w Warszawie[19]
- 19 czerwca
  - Killing Joke, Warszawa, klub Progresja[20][21]
  - Tove Lo, Warszawa, Klub „Stodoła”[22]
- 20 czerwca – Guns N’ Roses, Gdańsk, Sopot, Ergo Arena[23]
- 8 lipca – 26 sierpnia – Męskie Granie, Poznań, Wrocław, Katowice, Gdynia, Kraków, Warszawa, Żywiec[24]
- 9 lipca – Jean-Michel Jarre, Tauron Arena Kraków[25]
- 21 lipca – Depeche Mode, Stadion Narodowy w Warszawie[26][27]
- 25 lipca – Red Hot Chili Peppers, Kraków, Stadion Cracovii[28]
- 18 sierpnia – Ellie Goulding, Muzeum Lotnictwa Polskiego w Krakowie[29]
- 19 sierpnia
  - Lana Del Rey, Muzeum Lotnictwa Polskiego w Krakowie[29]
  - Wiz Khalifa, Muzeum Lotnictwa Polskiego w Krakowie[29]
- 12 października – Sting, Tauron Arena Kraków[30][31]
- 13 października – Procol Harum, Arena Szczecin[32]
- 15 października – Procol Harum, Katowice, Spodek[33]
- 17 października – Imany, Tauron Arena Kraków[34]
- 6 listopada – Queen + Adam Lambert, Łódź, Atlas Arena[35]
- 11 listopada – Andrea Bocelli, Tauron Arena Kraków[36]
- 25 listopada – James Newton Howard, Tauron Arena Kraków[37]
- 17 grudnia – Sarah Brightman & Gregorian, Łódź, Atlas Arena[38][39]

#### Festiwale
- 21. Ogólnopolski Festiwal Piosenki Artystycznej OFPA, Rybnik, 16–19 lutego[40][41]
- XLII Ogólnopolski Studencki Przegląd Piosenki Turystycznej „Yapa”, Łódź, 10–12 marca[42][43]
- VII Siesta Festival, Gdańsk, 20–23 kwietnia[44][45][46]
- Metalmania, Katowice, Spodek, 22 kwietnia[47][48]
- 53. Jazz nad Odrą, Wrocław, 26–30 kwietnia[49][50]
- 20. Festiwal Muzyki Folkowej Polskiego Radia „Nowa Tradycja”, Warszawa, 11–14 maja[51][52]
- XXIV Łódzkie Spotkania Baletowe, Łódź, 13 maja – 20 czerwca[53]
- 56. Festiwal Muzyczny w Łańcucie, 20–28 maja[54][55][56]
- Orange Warsaw Festival (10. edycja), Warszawa, Tor wyścigów konnych Służewiec, 2–3 czerwca[17]
- XLIV Ogólnopolskie Spotkania Zamkowe „Śpiewajmy Poezję”, Olsztyn, 28 czerwca – 1 lipca[57][58]
- Open’er Festival, Gdynia, Port lotniczy Gdynia-Kosakowo, 28 czerwca – 1 lipca[59][60]
- 23. Jazz na Starówce, Rynek Starego Miasta w Warszawie, 1 lipca – 26 sierpnia[61]
- 10. Suwałki Blues Festival, 6–9 lipca[62][63]
- Festiwal Legend Rocka (11. edycja), Dolina Charlotty koło Słupska, 12–13 lipca oraz 13 i 15 sierpnia[64]
- 29. Borowickie spotkania z poezją śpiewaną „Gitarą i…”, Borowice koło Jeleniej Góry, 14–15 lipca[65][66]
- Festiwal w Jarocinie, 14–16 lipca[67][68][69]
- XVII Światowy Festiwal Polonijnych Zespołów Folklorystycznych, Rzeszów, 19–26 lipca[70][71][72]
- 36. Piknik Country & Folk, Mrągowo, 28–30 lipca[73]
- XXIII Przystanek Woodstock, Kostrzyn nad Odrą, 3–5 sierpnia[74]
- XII Off Festival, Katowice, 4–6 sierpnia[75][76]
- 72. Międzynarodowy Festiwal Chopinowski w Dusznikach-Zdroju, 4–12 sierpnia[77]
- 47. Międzynarodowy Festiwal Jazzu Tradycyjnego Old Jazz Meeting „Złota Tarka”, Iława, 12–13 sierpnia[78]
- 51. Festiwal im. Jana Kiepury, Krynica-Zdrój, 12–19 sierpnia[79]
- 47. Festiwal Artystyczny Młodzieży Akademickiej, 14–27 sierpnia[80]
- Cieszanów Rock Festiwal, 17–20 sierpnia[81]
- 54. Krajowy Festiwal Piosenki Polskiej w Opolu, 15–17 września[82]
- 60. Warszawska Jesień, 15–23 września[83][84]
- 37. Rawa Blues Festival, Katowice, Narodowa Orkiestra Symfoniczna Polskiego Radia, Spodek, 28–30 września[85][86]
- Jazz Jamboree, Warszawa, 2–5 listopada[87]

### Stany Zjednoczone
- 1 października – podczas koncertu Jasona Aldeana w Las Vegas doszło do ataku terrorystycznego[88]. Stephen Paddock ostrzelał z 32 piętra hotelu Mandalay Bay tłum publiczności z broni maszynowej. W wyniku ataku zginęło 59 osób w tym sprawca a rannych zostało 851[89][90].

### Wielka Brytania
- 4 lutego – Black Sabbath zagrał ostatni koncert[91].

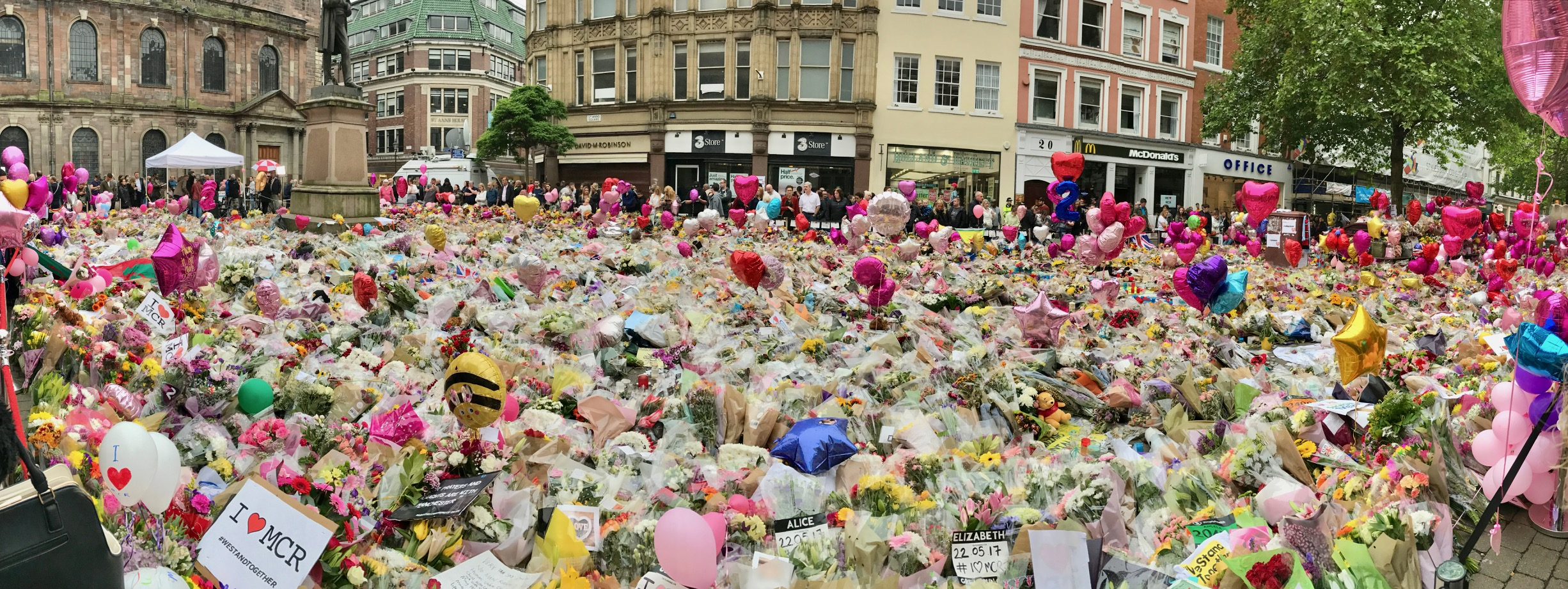
Upamiętnienie ofiar zamachu w Manchesterze

- 22 maja – po zakończeniu koncertu Ariany Grande w hali Manchester Arena, doszło do zamachu, w którym zginęły 22 osoby, a 59 zostało rannych[92]. W wyniku tego wydarzenia piosenkarka zawiesiła europejską część trasy koncertowej Dangerous Woman Tour[93][94].
- 4 czerwca – na stadionie Old Trafford Cricket Ground w Manchesterze odbył się koncert charytatywny „One Love Manchester” w reakcji na zamach z dnia 22 maja. Wystąpili między innymi: Ariana Grande, Justin Bieber, Coldplay, Katy Perry, Miley Cyrus, Pharrell Williams, Usher, Marcus Mumford, Take That, Niall Horan, Little Mix, Liam Gallagher, Robbie Williams, The Black Eyed Peas[95][96].

## Zmarli
- 1 stycznia
  - Memo Morales – wenezuelski piosenkarz (ur. 1937)[97]
- 2 stycznia
  - Stanisław Głowacki – polski kompozytor i chórmistrz (ur. 1928)[98]
  - Anthony Goldstone – angielski pianista (ur. 1944)[99]
- 3 stycznia
  - Michał Kulenty – polski kompozytor i saksofonista jazzowy (ur. 1956)[100]
- 4 stycznia
  - Georges Prêtre – francuski dyrygent (ur. 1924)[101]
- 5 stycznia
  - Géori Boué – francuska śpiewaczka operowa (sopran) (ur. 1918)[102]
- 7 stycznia
  - Nat Hentoff – amerykański historyk, powieściopisarz, krytyk muzyczny (jazz i country), felietonista (ur. 1925)[103]
  - Eddie Kamae – hawajski wirtuoz ukulele, wokalista, kompozytor, producent filmowy (ur. 1927)[104]
  - Andrzej Korman – polski muzykolog i dziennikarz (ur. 1939)[105]
  - Jerzy Kossela − polski gitarzysta, wokalista, członek zespołu Czerwone Gitary (ur. 1942)[106]
- 8 stycznia
  - Buddy Bregman – amerykański aranżer, producent i kompozytor (ur. 1930)[107]
  - Nicolai Gedda – szwedzki śpiewak operowy (tenor) (ur. 1925)[108]
  - Rod Mason – angielski trębacz jazzu tradycyjnego (ur. 1940)[109]
  - Peter Sarstedt – brytyjski piosenkarz (ur. 1941)[110]
- 10 stycznia
  - Buddy Greco – amerykański piosenkarz i pianista jazzowy (ur. 1926)[111]
- 11 stycznia
  - Tommy Allsup – amerykański gitarzysta (ur. 1931)[112]
  - José Vicente Asuar – chilijski kompozytor (ur. 1933)[113]
- 12 stycznia
  - Ireneusz Nowacki – polski perkusista, członek zespołów Recydywa, Cross i Romuald i Roman (ur. 1951)[114]
- 13 stycznia
  - Piotr Gaca – polski skrzypek folkowy (ur. 1927)[115]
- 16 stycznia
  - William Onyeabor – nigeryjski muzyk funk (ur. 1946)[116]
  - Charles Bobo Shaw – amerykański perkusista free jazzowy (ur. 1947)[117]
- 18 stycznia
  - Mike Kellie – angielski perkusista, członek zespołu Spooky Tooth (ur. 1947)[118]
  - Roberta Peters – amerykańska sopranistka (ur. 1930)[119]
- 19 stycznia
  - Loalwa Braz – brazylijska piosenkarka (ur. 1953)[120]
- 20 stycznia
  - Chuck Stewart – amerykański fotograf muzyczny związany jazzem (ur. 1927)[121]
  - Max Wilcox – amerykański producent nagrań muzyki klasycznej (ur. 1928)[122]
- 21 stycznia
  - Maggie Roche – amerykańska piosenkarka folkowa (ur. 1951)[123]
  - Veljo Tormis – estoński kompozytor (ur. 1930)[124]
- 22 stycznia
  - Jaki Liebezeit – niemiecki perkusista rockowy i jazzowy, członek zespołu Can (ur. 1938)[125]
  - Peter Overend Watts – brytyjski basista, członek zespołu Mott the Hoople (ur. 1947)[126]
- 23 stycznia
  - Bimba Bosé – hiszpańska modelka, aktorka, piosenkarka (ur. 1975)[127]
  - Bobby Freeman – amerykański piosenkarz soul i R&B, autor tekstów, producent muzyczny (ur. 1940)[128]
- 24 stycznia
  - Bolesław Karpiel-Bułecka – polski muzyk ludowy, lutnik i tancerz (ur. 1927)[129]
  - Butch Trucks – amerykański perkusista, członek zespołu The Allman Brothers Band (ur. 1947)[130]
- 25 stycznia
  - Nambo Robinson – jamajski puzonista reggae (ur. 1950)[131]
- 28 stycznia
  - Alaksandr Cichanowicz – białoruski piosenkarz (ur. 1952)[132]
  - Geoff Nicholls – brytyjski kompozytor i klawiszowiec, muzyk Black Sabbath (ur. 1948)[133]
  - Andrzej Nikodemowicz – polski kompozytor, pianista i pedagog (ur. 1925))[134]
- 29 stycznia
  - Lech Brański – polski kompozytor, aranżer i operator dźwięku (ur. 1949)[135]
- 30 stycznia
  - Walter Hautzig – amerykański pianista (ur. 1921)[136]
- 31 stycznia
  - Deke Leonard – walijski muzyk rockowy (ur. 1944)[137]
  - John Wetton – brytyjski muzyk rockowy; gitarzysta basowy, gitarzysta i wokalista m.in. King Crimson, Uriah Heep, Wishbone Ash i Asia (ur. 1949)[138]
- 1 lutego
  - Robert Dahlqvist – szwedzki gitarzysta i wokalista (ur. 1976)[139][140]
- 4 lutego
  - Gervase de Peyer – angielski klarnecista i dyrygent (ur. 1926)[141]
  - Jan Waraczewski – polski skrzypek, koncertmistrz orkiestry Filharmonii Szczecińskiej (zur 1948)[142]
- 5 lutego
  - David Axelrod – amerykański kompozytor, aranżer i producent muzyczny (ur. 1933)[143]
- 7 lutego
  - Svend Asmussen – duński skrzypek jazzowy (ur. 1916)[144]
  - Tomasz Śpiewak – polski kompozytor i aranżer (ur. 1936)[145]
- 10 lutego
  - Tony Davis – brytyjski piosenkarz folkowy (ur. 1930)[146]
- 12 lutego
  - Al Jarreau – amerykański wokalista jazzowy (ur. 1940)[147]
  - Barbara Carroll – amerykańska pianistka jazzowa (ur. 1925)[148]
- 13 lutego
  - Trish Doan – kanadyjska gitarzystka basowa, członkini zespołu Kittie (ur. 1985)[149]
- 14 lutego
  - Paweł Głombik – polski wiolonczelista, prof. dr hab. (ur. 1939)[150][151][152]
  - Helena Mołoń – polska śpiewaczka operowa (sopran) (ur. 1917)[153][154]
- 16 lutego
  - Tadeusz Podsiadło – polski śpiewak operowy (bas) (ur. 1930)[155][156]
- 17 lutego
  - Peter Skellern – brytyjski piosenkarz, pianista i autor piosenek (ur. 1947)[157]
- 18 lutego
  - Clyde Stubblefield – amerykański perkusista funk, R&B i soul, znany ze współpracy z Jamesem Brownem (ur. 1943)[158]
- 19 lutego
  - Larry Coryell – amerykański gitarzysta jazzowy, jeden z pionierów jazz-rocka (ur. 1943)[159]
- 21 lutego
  - Mirosław Hrynkiewicz – polski pieśniarz, autor tekstów i kompozytor oraz architekt (ur. 1946)[160]
  - Stanisław Skrowaczewski – polski kompozytor, dyrygent (ur. 1923)[161]
- 23 lutego
  - Horace Parlan – amerykański pianista i kompozytor jazzowy (ur. 1931)[162]
  - Krzysztof Rutkowski – polski piosenkarz gatunku disco polo (ur. 1961)[163]
  - Leon Ware – amerykański wokalista soul, tekściarz i producent muzyczny (ur. 1940)[164]
- 25 lutego
  - Zbigniew Pawlicki – polski muzykolog, publicysta, popularyzator muzyki i organizator życia muzycznego (ur. 1929)[165]
- 27 lutego
  - Eva María Zuk – meksykańska pianistka polskiego pochodzenia (ur. 1945)[166]
- 28 lutego
  - Leoncjusz Ciuciura – polski kompozytor muzyki współczesnej (ur. 1930)[167]
  - Mieczysław Nowakowski – polski dyrygent i pedagog (ur. 1934)[168]
  - Nina Stano – polska śpiewaczka operowa (sopran koloraturowy), pedagog (ur. 1919)[169]
- 1 marca
  - Mirosława Pawlak – polska skrzypaczka, pedagog (ur. 1946)
- 3 marca
  - Valerie Carter – amerykańska piosenkarka (ur. 1953)[170]
  - Marek Dmytrow – polski gitarzysta, kompozytor, realizator dźwięku (ur. 1950)[171]
  - Misha Mengelberg – holenderski pianista jazzowy i kompozytor (ur. 1935)[172]
  - Tommy Page – amerykański piosenkarz i kompozytor (ur. 1970)[173]
- 4 marca
  - Edi Fitzroy – jamajski piosenkarz reggae (ur. 1955)[174]
- 5 marca
  - Fiora Corradetti Contino – amerykańska dyrygent (ur. 1925)[175]
  - Kurt Moll – niemiecki śpiewak operowy (bas) (ur. 1938)[176]
- 7 marca
  - Kamran Aziz – turecka cypryjska kompozytorka i farmaceutka (ur. 1922)[177]
- 8 marca
  - Dave Valentin – amerykański flecista latin jazzowy (ur. 1952)[178]
- 10 marca
  - Joni Sledge – amerykańska piosenkarka zespołu Sister Sledge (ur. 1956)[179][180]
- 11 marca
  - Don Warden – amerykański gitarzysta, menedżer Dolly Parton (ur. 1929)[181]
- 13 marca
  - Tommy LiPuma – amerykański producent muzyczny (ur. 1936)[182]
- 15 marca
  - Czesław Gawlik – polski pianista i aranżer jazzowy (ur. 1930)[183]
  - Aloysius Gordon – brytyjski wokalista jazzowy (ur. 1931)[184]
  - Wojciech Młynarski – polski poeta, reżyser i wykonawca piosenki autorskiej, satyryk, artysta kabaretowy, aktor, autor tekstów piosenek i librett, tłumacz (ur. 1941)[185]
- 16 marca
  - James Cotton – amerykański harmonijkarz bluesowy (ur. 1935)[186]
  - Roberta Knie – amerykańska śpiewaczka operowa (sopran dramatyczny) (ur. 1938)[187]
  - Roderyk Lange – polski tancerz, antropolog tańca, wykładowca Akademii Muzycznej im. Fryderyka Chopina (ur. 1930)[188]
- 17 marca
  - Jan Walasek – polski multiinstrumentalista jazzowy, bandleader i aranżer (ur. 1928)[189]
- 18 marca
  - Chuck Berry – amerykański wokalista, gitarzysta, kompozytor; pionier rock and rolla (ur. 1926)[190]
- 20 marca
  - Louis Frémaux – francuski dyrygent (ur. 1921)[191]
  - Buck Hill – amerykański saksofonista jazzowy (ur. 1927)[192]
- 21 marca
  - Roy Fisher – brytyjski poeta i pianista jazzowy (ur. 1930)[193]
  - Gabriel Mafa – rumuński perkusista, członek zespołu Negură Bunget (ur. 1975)[194]
- 22 marca
  - Saturnin Abrahamczyk – polski puzonista jazzowy (ur. 1961)[195][196]
  - Sib Hashian – amerykański perkusista, członek zespołu Boston (ur. 1949)[197]
- 26 marca
  - Alessandro Alessandroni – włoski kompozytor, dyrygent, aranżer i multiinstrumentalista (ur. 1925)[198]
- 27 marca
  - Arthur Blythe – amerykański saksofonista i kompozytor jazzowy (ur. 1940)[199]
  - Clem Curtis – brytyjski piosenkarz soul trynidadzkiego pochodzenia (ur. 1940)[200]
- 30 marca
  - Rosie Hamlin – amerykańska piosenkarka (ur. 1945)[201]
- 1 kwietnia
  - Lonnie Brooks – amerykański piosenkarz i gitarzysta bluesowy (ur. 1933)[202]
  - Ikutaro Kakehashi – japoński inżynier, założyciel przedsiębiorstwa Roland Corporation (ur. 1930)[203]
  - Louis Sarno – amerykański muzykolog i pisarz (ur. 1954)[204]
- 3 kwietnia
  - Kishori Amonkar – indyjska wokalistka (ur. 1932)[205]
- 5 kwietnia
  - Paul O’Neill – amerykański kompozytor, producent muzyczny i autor piosenek (ur. 1956)[206]
- 6 kwietnia
  - David Peel – amerykański gitarzysta rockowy (ur. 1942)[207]
- 10 kwietnia
  - Mirosława Bobrowska – polska pedagog, choreograf i reżyser, związana z muzyką i folklorem (ur. 1932)[208][209]
  - Linda Hopkins – amerykańska aktorka, piosenkarka gospel (ur. 1924)[210]
- 11 kwietnia
  - Jerzy Gajek – polski pianista i pedagog (ur. 1936)[211]
  - J. Geils – amerykański gitarzysta rockowy (ur. 1946)[212]
  - Toby Smith – brytyjski klawiszowiec, członek zespołu Jamiroquai (ur. 1970)[213]
- 13 kwietnia
  - Nona Liddell – brytyjska skrzypaczka (ur. 1927)[214]
- 14 kwietnia
  - Bruce Langhorne – amerykański muzyk folkowy (ur. 1938)[215]
- 15 kwietnia
  - Sylvia Moy – amerykańska autorka piosenek, producent muzyczny (ur. 1938)[216]
- 16 kwietnia
  - Allan Holdsworth – brytyjski muzyk jazzowy i rockowy, wirtuoz gitary; członek m.in. zespołu Level 42 (ur. 1946)[217]
- 18 kwietnia
  - Gordon Langford – brytyjski kompozytor muzyki klasycznej (ur. 1930)[218]
- 19 kwietnia
  - Dick Contino – amerykański akordeonista i piosenkarz (ur. 1930)[219]
- 20 kwietnia
  - Cuba Gooding Sr. – amerykański piosenkarz soulowy, aktor; ojciec Cuby Goodinga Jr. (ur. 1944)[220]
- 21 kwietnia
  - Sandy Gallin – amerykańska producentka muzyczna, promotor talentów, zdobywczyni nagrody Emmy (ur. 1940)[221]
- 22 kwietnia
  - Stefan Sutkowski – polski muzykolog, oboista, twórca Warszawskiej Opery Kameralnej (ur. 1932)[222]
- 24 kwietnia
  - Agnes Giebel – niemiecka śpiewaczka operowa (sopran) (ur. 1921)[223]
- 25 kwietnia
  - Ryszard Węgrzyn – polski gitarzysta, członek zespołu Kwadrat (ur. 1956)[224]
- 26 kwietnia
  - Endrik Wottrich – niemiecki śpiewak operowy (tenor) (ur. 1964)[225]
- 27 kwietnia
  - Eduard Brunner – szwajcarski klarnecista, pedagog (ur. 1939)[226]
  - Andrzej Ellmann – polski kompozytor, aranżer, producent i piosenkarz (ur. 1951)[227]
- 1 maja
  - Bruce Hampton – amerykański muzyk (ur. 1947)[228]
- 2 maja
  - Kevin Garcia – amerykański basista rockowy, członek zespołu Grandaddy (ur. 1975)[229]
  - A.R. Penck – niemiecki malarz, rzeźbiarz i perkusista jazzowy (ur. 1939)[230]
  - Norma Procter – angielska śpiewaczka operowa (kontralt) (ur. 1928)[231]
- 3 maja
  - Andrzej Kieruzalski – polski plastyk, lalkarz, chórmistrz, inscenizator i reżyser; pedagog, harcmistrz, kierownik artystyczny Zespołu „Gawęda” (ur. 1928)[232]
  - Dalja Lawi – izraelska piosenkarka i aktorka (ur. 1942)[233]
  - Marek Mac – polski basista jazzowy, kontrabasista, improwizator, kompozytor, aranżer, producent muzyczny, pedagog i prezenter radiowy (ur. 1958)[234]
- 4 maja
  - Katy Bødtger – duńska piosenkarka (ur. 1932)[235]
- 6 maja
  - David Wulstan – angielski pedagog muzyczny, dyrygent chóru; współzałożyciel The Tallis Scholars (ur. 1937)[236]
- 7 maja
  - Krystyna Kotowicz – polska pianistka, pracownik dydaktyczny Akademii Muzycznej im. Fryderyka Chopina w Warszawie, dama orderów (ur. 1920)[237]
- 9 maja
  - Robert Miles – włoski producent muzyczny, didżej, kompozytor (ur. 1969)[238]
  - Michael Parks – amerykański aktor i piosenkarz (ur. 1940)[239]
- 11 maja
  - William Brohn – amerykański aranżer orkiestrowy (ur. 1933)[240]
- 13 maja
  - Jimmy Copley – angielski perkusista rockowy (ur. 1953)[241][242]
- 14 maja
  - Keith Mitchell – amerykański muzyk rockowy, perkusista zespołu Mazzy Star (ur. 1951)[243][244][245]
- 18 maja
  - Chris Cornell – amerykański muzyk rockowy, wokalista, multiinstrumentalista i autor tekstów; znany z zespołów Soundgarden i Audioslave (ur. 1964)[246][247]
  - Frankie Paul – jamajski piosenkarz reggae (ur. 1965)[248][249]
- 22 maja
  - Barbara Smith Conrad – amerykańska śpiewaczka operowa (mezzosopran) (ur. 1937)[250]
  - Piotr Puławski – polski piosenkarz i gitarzysta, członek zespołów Polanie i Czerwono-Czarni (ur. 1941)[251]
  - Zbigniew Wodecki – polski piosenkarz, skrzypek, trębacz, pianista, kompozytor, aktor i prezenter telewizyjny (ur. 1950)[252]
- 23 maja
  - Irio De Paula – brazylijski gitarzysta i kompozytor jazzowy (ur. 1939)[253]
- 27 maja
  - Gregg Allman – amerykański muzyk rockowy i bluesowy; piosenkarz, klawiszowiec, gitarzysta i autor tekstów, członek zespołu The Allman Brothers Band (ur. 1947)[254]
- 28 maja
  - Elżbieta Chojnacka – polska klawesynistka specjalizująca się w muzyce współczesnej (ur. 1939)[255]
  - Marcus Intalex – brytyjski DJ tworzący muzykę drum and bass[256]
- 30 maja
  - John Brecknock – angielski śpiewak operowy (tenor) (ur. 1937)[257]
- 31 maja
  - Jiří Bělohlávek – czeski dyrygent symfoniczny i operowy (ur. 1946)[258][259]
- 2 czerwca
  - Jeffrey Tate – angielski dyrygent (ur. 1943)[260]
- 3 czerwca
  - Jadwiga Dzikówna – polska śpiewaczka operowa (sopran) (ur. 1925)[261]
  - Józef Ścibor – polski muzykolog i duchowny katolicki, znawca muzyki średniowiecznej, profesor KUL (ur. 1930)[262]
- 6 czerwca
  - Vin Garbutt – brytyjski piosenkarz folkowy (ur. 1947)[263]
  - Paul Zukofsky – amerykański skrzypek i dyrygent (ur. 1943)[264]
- 8 czerwca
  - Norro Wilson – amerykański piosenkarz country (ur. 1938)[265]
- 10 czerwca
  - Julia Perez, właśc. Yuli Rachmawati – indonezyjska aktorka, wokalistka dangdut i modelka (ur. 1980)[266]
- 11 czerwca
  - Rosalie Sorrels – amerykańska piosenkarka folkowa (ur. 1933)[267]
- 12 czerwca
  - Philip Gossett – amerykański muzykolog (ur. 1941)[268]
- 13 czerwca
  - Anita Pallenberg – włoska aktorka i modelka, stała się znana głównie dzięki swoim związkom z muzykami The Rolling Stones (ur. 1942)[269]
- 15 czerwca
  - Jacques Charpentier – francuski kompozytor i organista (ur. 1933)[270]
- 20 czerwca
  - Prodigy – amerykański raper (ur. 1974)[271]
  - Ludger Rémy – niemiecki dyrygent i klawesynista (ur. 1949)[272]
- 22 czerwca
  - Gunter Gabriel – niemiecki piosenkarz country (ur. 1942)[273]
  - Jimmy Nalls – amerykański gitarzysta, członek zespołu Sea Level (ur. 1951)[274]
- 23 czerwca
  - Jerzy Milewski – polski skrzypek (ur. 1946)[275]
- 27 czerwca
  - Geri Allen – amerykańska pianistka jazzowa, kompozytor i pedagog (ur. 1957)[276]
  - Mikołaj Krzysztof Borek – polski dyrygent chóru (ur. 1952)[277]
  - Dave Rosser – amerykański gitarzysta rockowy, członek zespołu The Afghan Whigs[278]
- 28 czerwca
  - Phil Cohran – amerykański trębacz jazzowy (ur. 1927)[279]
  - Gary DeCarlo – amerykański piosenkarz (ur. 1942)[280]
  - Nic Ritter – amerykański perkusista, członek zespołu Warbringer[281][282]
- 2 lipca
  - Chris Roberts – niemiecki piosenkarz pop (ur. 1944)[283][284]
- 4 lipca
  - John Blackwell Jr. – amerykański perkusista (ur. 1973)[285]
  - Bożena Motylewska-Wielopolska – polski muzykolog, fotoreporter i kostiumograf (ur. 1928)[286][287]
- 5 lipca
  - Pierre Henry – francuski kompozytor (ur. 1927)[288][289]
- 7 lipca
  - Suzanne Chaisemartin – francuska organistka (ur. 1921)[290]
- 8 lipca
  - Seiji Yokoyama – japoński kompozytor muzyki filmowej (ur. 1935)[291]
- 9 lipca
  - Józef Przytuła – polski dyrygent, dyrektor Orkiestry Symfonicznej im. Karola Namysłowskiego w Zamościu w latach 1977–1983 (ur. 1941)[292]
  - Paquita Rico – hiszpańska aktorka i piosenkarka (ur. 1929)[293]
- 11 lipca
  - Luigi Ferdinando Tagliavini – włoski organista, klawesynista i muzykolog (ur. 1929)[294]
- 12 lipca
  - Tamara Miansarowa – radziecka piosenkarka (ur. 1931)[295]
  - Ray Phiri – południowoafrykański muzyk jazzowy (ur. 1947)[296]
- 13 lipca
  - Ina-Maria Federowski – niemiecka piosenkarka (ur. 1949)[297]
  - Fresh Kid Ice – amerykański raper pochodzący z Trynidadu, muzyk zespołu 2 Live Crew (ur. 1964)[298]
  - Egil Kapstad – norweski pianista jazzowy, kompozytor i aranżer (ur. 1940)[299]
- 14 lipca
  - Marek Wysocki – polski aktor i kompozytor (ur. 1956)[300]
- 16 lipca
  - Régis Gizavo – madagaskarski akordeonista i piosenkarz (ur. 1959)[301]
  - Kitty Lux – brytyjska ukulelistka (ur. 1957)[302]
  - Wilfried – austriacki piosenkarz (ur. 1950)[303]
- 17 lipca
  - Peter Dachert – amerykański basista, członek zespołu Tuxedomoon (ur. 1954)[304]
- 20 lipca
  - Chester Bennington – amerykański muzyk rockowy, wokalista zespołów Linkin Park, Dead by Sunrise i Stone Temple Pilots (ur. 1976)[305]
  - Andrea Jürgens – niemiecka piosenkarka (ur. 1967)[306]
- 21 lipca
  - Kenny Shields – kanadyjski muzyk rockowy, wokalista zespołu Streetheart (ur. 1947)[307]
- 22 lipca
  - Bobby Taylor – amerykański piosenkarz soulowy (ur. 1934)[308]
- 25 lipca
  - Michael Johnson – amerykański piosenkarz, gitarzysta i pianista pop, country i folk, autor tekstów piosenek (ur. 1944)[309]
  - Ivana Loudová – czeska kompozytor i pedagog (ur. 1941)[310]
  - Geoffrey Gurrumul Yunupingu – aborygeński piosenkarz i muzyk (ur. 1971)[311]
- 26 lipca
  - Paul Angerer – austriacki dyrygent, altowiolista i kompozytor (ur. 1927)[312]
- 27 lipca
  - D.L. Menard – amerykański gitarzysta, piosenkarz i performer (ur. 1932)[313]
- 31 lipca
  - Chuck Loeb – amerykański gitarzysta i kompozytor jazzowy (ur. 1955)[314]
- 2 sierpnia
  - Daniel Licht – amerykański kompozytor muzyki filmowej (ur. 1957)[315]
- 4 sierpnia
  - Gert Hofbauer – austriacki trębacz i dyrygent (ur. 1937)[316]
- 5 sierpnia
  - Lee Blakeley – brytyjski reżyser operowy (ur. 1971)[317]
- 6 sierpnia
  - Jerzy Kulesza – polski śpiewak operowy (baryton), wykonawca piosenki popularnej i aktor (ur. 1924)[318]
- 7 sierpnia
  - Robert Sankowski – polski dziennikarz muzyczny (ur. 1969)[319]
- 8 sierpnia
  - Glen Campbell – amerykański gitarzysta i piosenkarz country (ur. 1936)[320]
  - Barbara Cook – amerykańska piosenkarka i aktorka (ur. 1927)[321]
  - Pēteris Plakidis – łotewski kompozytor (ur. 1947)[322]
  - Pawieł Słobodkin – rosyjski kompozytor (ur. 1945)[323]
- 9 sierpnia
  - Marián Varga – słowacki kompozytor i organista (ur. 1947)[324]
- 11 sierpnia
  - Daisy Sweeney – kanadyjska pianistka i organistka, pedagog muzyczny (ur. 1920)[325]
- 18 sierpnia
  - Sonny Burgess – amerykański gitarzysta i piosenkarz (ur. 1929)[326]
- 19 sierpnia
  - Maria Słubicka-Podejko – polska skrzypaczka, profesor nadzwyczajny UMFC[327][328][329]
  - Bea Wain – amerykańska piosenkarka (ur. 1917)[330]
- 20 sierpnia
  - Wilhelm Killmayer – niemiecki kompozytor (ur. 1927)[331]
  - Fredell Lack – amerykańska skrzypaczka (ur. 1922)[332]
- 22 sierpnia
  - John Abercrombie – amerykański gitarzysta jazzowy (ur. 1944)[333]
  - Aloys Kontarsky – niemiecki pianista i pedagog (ur. 1931)[334]
- 24 sierpnia
  - Pete Kuykendall – amerykański muzyk bluegrass; kompozytor grający na banjo (ur. 1938)[335]
  - Tusa Erzsébet – węgierska pianistka (ur. 1928)[336]
- 25 sierpnia
  - Enzo Dara – włoski śpiewak operowy (bas) (ur. 1938)[337]
- 29 sierpnia
  - Janine Charrat – francuska balerina i choreograf (ur. 1924)[338]
  - Larry Elgart – amerykański muzyk jazzowy, bandleader (ur. 1922)[339]
  - Dmitrij Kogan – rosyjski skrzypek (ur. 1978)[340]
- 31 sierpnia
  - Novella Nelson – amerykańska aktorka i piosenkarka (ur. 1938)[341]
- 2 września
  - Halim El-Dabh – egipsko-amerykański kompozytor, muzyk, etnolog i pedagog (ur. 1921)[342]
- 3 września
  - Walter Becker – amerykański muzyk jazzrockowy, autor tekstów piosenek i producent muzyczny (ur. 1950)[343]
  - Dave Hlubek – amerykański gitarzysta rockowy, założyciel i lider zespołu Molly Hatchet (ur. 1951)[344]
- 4 września
  - Loren Kitt – amerykański klarnecista, muzyk National Symphony Orchestra (ur. 1941)[345]
- 5 września
  - Holger Czukay – niemiecki kompozytor, gitarzysta basowy, członek i współzałożyciel zespołu Can (ur. 1938)[346]
  - Rick Stevens – amerykański muzyk funk i soul, wokalista zespołu Tower of Power (ur. 1940)[347]
- 6 września
  - Derek Bourgeois – angielski kompozytor muzyki klasycznej (ur. 1941)[348][349]
- 8 września
  - Troy Gentry – amerykański piosenkarz country (ur. 1967)[350]
  - Don Williams – amerykański piosenkarz country (ur. 1939)[351]
- 10 września
  - Krystyna Gruszkówna – polska tancerka, solistka baletu, choreograf (ur. 1926)[352]
- 11 września
  - Virgil Howe – brytyjski perkusista, członek zespołu Little Barrie (ur. 1975)[353][354]
- 12 września
  - Siegfried Köhler – niemiecki dyrygent i kompozytor muzyki klasycznej (ur. 1923)[355][356][357]
- 13 września
  - Maciej Jabłoński – polski muzykolog i krytyk muzyczny (ur. 1962)[358][359]
- 14 września
  - Börje Forsberg – szwedzki producent muzyczny, założyciel Black Mark Production, ojciec Quorthona (ur. 1944)[360]
  - Grant Hart – amerykański muzyk rockowy (ur. 1961)[361]
- 16 września
  - Brenda Lewis – amerykańska sopranistka, aktorka musicalowa i pedagog muzyczny (ur. 1921)[362]
- 19 września
  - Johnny Sandlin – amerykański producent muzyczny (ur. 1945)[363]
- 22 września
  - Eric Eycke – amerykański wokalista, członek zespołu Corrosion of Conformity (ur. 1962)[364]
- 23 września
  - Charles Bradley – amerykański wokalista soulowy (ur. 1948)[365]
- 27 września
  - CeDell Davis – amerykański gitarzysta i wokalista bluesowy (ur. 1926)[366]
  - Joy Fleming – niemiecka piosenkarka jazzowa i bluesowa; finalistka 20. Konkursu Piosenki Eurowizji (1975) (ur. 1944)[367]
  - Zuzana Růžičková – czeska pianistka, klawesynistka i pedagog muzyczny (ur. 1927)[368]
- 30 września
  - Monty Hall – kanadyjski aktor i piosenkarz, gospodarz popularnych programów telewizyjnych (ur. 1921)[369]
  - Tom Paley – amerykański gitarzysta, muzyk grający na banjo i skrzypek (ur. 1928)[370]
- 2 października
  - Klaus Huber – szwajcarski kompozytor, dyrygent, pedagog i skrzypek (ur. 1924)[371]
  - Tom Petty – amerykański muzyk southernrockowy, gitarzysta, wokalista, kompozytor i autor tekstów (ur. 1950)[372]
- 6 października
  - Bunny Sigler – amerykański piosenkarz R&B, kompozytor i producent (ur. 1941)[373]
- 8 października
  - Coriún Aharonián – Urugwajczyk pochodzenia ormiańskiego, kompozytor muzyki klasycznej (ur. 1940)[374][375]
  - Grady Tate – amerykański perkusista i piosenkarz hard bopowy i soul jazzowy (ur. 1932)[376]
- 9 października
  - Vincent La Selva – amerykański dyrygent (ur. 1929)[377]
- 14 października
  - Klaus Hoffmann-Hoock – niemiecki multiinstrumentalista i kompozytor, jeden z przedstawicieli niemieckiego rocka elektronicznego (ur. 1951)[378]
  - Roman Orłow – polski malarz, kompozytor (ur. 1922)[379]
  - Anna Szałapak – polska piosenkarka, wykonawczyni poezji śpiewanej, etnolog (ur. 1952)[380]
- 16 października
  - Romuald Tesarowicz – polski śpiewak operowy (bas) (ur. 1952)[381]
- 17 października
  - Gord Downie – kanadyjski wokalista rockowy, muzyk zespołu The Tragically Hip (ur. 1964)[382]
  - Ingvar Lidholm – szwedzki kompozytor, dyrygent, skrzypek i pedagog (ur. 1921)[383]
- 21 października
  - Martin Eric Ain – szwajcarski basista rockowy, członek zespołu Celtic Frost (ur. 1967)[384]
- 22 października
  - Daisy Berkowitz – amerykański muzyk i instrumentalista rockowy (ur. 1968)[385][386]
  - Atle Hammer – norweski trębacz jazzowy (ur. 1932)[387]
  - Al Hurricane – amerykański piosenkarz (ur. 1936)[388]
  - George Young – australijski muzyk rockowy, autor piosenek i producent muzyczny (ur. 1947)[389]
- 25 października
  - Antoine Domino – amerykański piosenkarz, kompozytor i pianista związany z gatunkiem rhythm and blues (ur. 1928)[390]
  - Alfred Paszak – polski muzyk, dyrygent i kierownik artystyczny chórów, kontrabasista (ur. 1937)[391][392]
- 29 października
  - Muhal Richard Abrams – amerykański pianista i kompozytor jazzowy (ur. 1930)[393]
  - Frank Holder – gujański wokalista i perkusjonista jazzowy (ur. 1925)[394]
- 30 października
  - Daniel Viglietti – urugwajski wokalista, gitarzysta i kompozytor folkowy (ur. 1939)[395]
- 2 listopada
  - Juliusz Pietrachowicz – polski puzonista, profesor Akademii Muzycznej im. Fryderyka Chopina (ur. 1923)[396]
- 3 listopada
  - Václav Riedlbauch – czeski kompozytor, pedagog, polityk, minister kultury (ur. 1947)[397]
- 4 listopada
  - Dudley Simpson – australijski kompozytor i dyrygent (ur. 1922)[398]
- 5 listopada
  - Robert Knight – amerykański piosenkarz soulowy (ur. 1945)[399]
- 7 listopada
  - Paul Buckmaster – brytyjski aranżer i kompozytor (ur. 1946)[400]
  - Karel Štědrý – czeski piosenkarz, aktor i prezenter (ur. 1937)[401]
- 9 listopada
  - Fred Cole – amerykański wokalista rockowy (ur. 1948)[402]
  - Chuck Mosley – amerykański wokalista, członek Faith No More (ur. 1959)[403]
- 10 listopada
  - Krzysztof Droba – polsko-litewski kompozytor i krytyk muzyczny (ur. 1946)[404][405]
- 11 listopada
  - Paweł Kowol – polski dyrygent i kompozytor (ur. 1932)[406][407]
- 12 listopada
  - Eric Salzman – amerykański kompozytor (ur. 1933)[408]
- 15 listopada
  - Luis Bacalov – argentyński pianista, kompozytor muzyki filmowej (ur. 1933)[409]
  - Lil Peep – amerykański piosenkarz i raper (ur. 1996)[410][411]
- 16 listopada
  - Dik Mik – brytyjski klawiszowiec, członek Hawkwind (ur. 1943)[412]
- 17 listopada
  - William Mayer – amerykański kompozytor (ur. 1925)[413]
- 18 listopada
  - Hanno Blaschke – polski śpiewak koncertowy (baryton), profesor śpiewu (ur. 1927)[414]
  - Malcolm Young – australijski gitarzysta, członek i założyciel zespołu AC/DC (ur. 1953)[415]
- 19 listopada
  - Aleksandër Lalo – albański kompozytor (ur. 1949)[416]
  - Warren „Pete” Moore – amerykański piosenkarz (ur. 1938)[417]
  - Della Reese – amerykańska piosenkarka i aktorka (ur. 1931)[418]
  - Mel Tillis – amerykański piosenkarz country (ur. 1932)[419]
- 20 listopada
  - Izabella Zielińska – polska pianistka i pedagog muzyczny (ur. 1910)[420]
- 21 listopada
  - David Cassidy – amerykański wokalista, gitarzysta, aktor (ur. 1950)[421]
  - Wayne Cochran – amerykański piosenkarz soulowy (ur. 1939)[422]
- 22 listopada
  - George Avakian – amerykański producent dźwięku (ur. 1919)[423]
  - Dmitrij Chworostowski – rosyjski śpiewak operowy (baryton) (ur. 1962)[424]
  - John Coates Jr. – amerykański pianista jazzowy (ur. 1938)[425]
  - Jon Hendricks – amerykański piosenkarz jazzowy, autor tekstów (ur. 1921)[426]
  - Tommy Keene – amerykański piosenkarz (ur. 1958)[427]
- 23 listopada
  - Carol Neblett – amerykańska śpiewaczka operowa (sopran) (ur. 1946)[428]
  - Piotr Widlicki – polski śpiewak, reżyser, autor przekładów librett operowych (ur. 1918)[429]
- 24 listopada
  - Mitch Margo – amerykański wokalista (ur. 1947)[430][431]
- 26 listopada
  - Leszek Furman – polski muzyk, kompozytor i dziennikarz (ur. 1947)[432]
- 28 listopada
  - Krzysztof Bara – polski wokalista, lider zespołu Wańka Wstańka & The Ludojades (ur. 1966)[433]
- 30 listopada
  - Jim Nabors – amerykański aktor i piosenkarz (ur. 1930)[434]
- 2 grudnia
  - Mundell Lowe – amerykański gitarzysta jazzowy, kompozytor (ur. 1922)[435][436]
  - Roman Nowak – polski chórmistrz (ur. 1957)[437]
- 4 grudnia
  - Carles Santos – hiszpański pianista (ur. 1940)[438]
- 6 grudnia
  - Johnny Hallyday – francuski piosenkarz, kompozytor i aktor (ur. 1943)[439]
- 7 grudnia
  - Jukka Kristian Mikkonen – fiński gitarzysta rockowy, członek grupy Negative (ur. 1978)[440]
  - Sunny Murray – amerykański perkusista jazzowy (ur. 1936)[441]
- 8 grudnia
  - Vincent Nguini – kameruński muzyk i gitarzysta (ur. 1952)[442]
- 10 grudnia
  - Manno Charlemagne – haitański polityk i muzyk folkowy (ur. 1948)[443]
- 12 grudnia
  - Pat DiNizio – amerykański wokalista, współzałożyciel i członek grupy The Smithereens (ur. 1955)[444]
- 13 grudnia
  - Warrel Dane – amerykański wokalista, członek zespołów Sanctuary i Nevermore, autor tekstów (ur. 1961)[445]
  - Jan „Yach” Paszkiewicz – polski reżyser teledysków, współtwórca Festiwalu Polskich Wideoklipów Yach Film (ur. 1958)[446]
  - Willie Pickens – amerykański pianista jazzowy, pedagog muzyczny (ur. 1931)[447]
- 15 grudnia
  - John Critchinson – angielski pianista jazzowy (ur. 1934)[448]
- 16 grudnia
  - Ralph Carney – amerykański piosenkarz, kompozytor, klarnecista i saksofonista jazzowy (ur. 1956)[449][450]
  - Jadwiga Has – polska poetka i dramatopisarka, autorka tekstów piosenek, scenarzystka, aktorka (ur. 1945)[451]
  - Michael Prophet – jamajski piosenkarz reggae (ur. 1957)[452]
  - Keely Smith – amerykańska wokalistka (ur. 1928)[453]
  - Z’EV – amerykański perkusjonista (ur. 1951)[454]
- 17 grudnia
  - Kevin Mahogany – amerykański wokalista jazzowy (ur. 1958)[455]
  - Leszek Aleksander Moczulski – polski poeta, autor tekstów piosenek (ur. 1938)[456]
- 18 grudnia
  - Kim Jonghyun – południowokoreański wokalista, tancerz, autor tekstów piosenek oraz członek grupy SHINee (ur. 1990)[457]
- 19 grudnia
  - Leo Welch – amerykański muzyk bluesowy (ur. 1932)[458]
- 21 grudnia
  - Dominic Frontiere – amerykański kompozytor muzyki filmowej (ur. 1931)[459]
  - Roswell Rudd – amerykański puzonista jazzowy, kompozytor (ur. 1935)[460]
- 26 grudnia
  - Paweł Leoniec – polski śpiewak operowy (tenor) (ur. 1921)[461][462]
  - Władimir Szainski – rosyjski i radziecki kompozytor (ur. 1925)[463]
- 31 grudnia
  - Maurice Peress – amerykański dyrygent (ur. 1930)[464]

Data dzienna nieznana
- Jan Leszczyński – polski muzyk ludowy, skrzypek (ur. 1940)[465]

## Albumy
| Data wydania            | Tytuł albumu                                            | Główny wykonawca                                                                                            |
| ----------------------- | ------------------------------------------------------- | --- |
| 13 stycznia(dts) br     | Machine Messiah                                         | Sepultura                                                                                                   |
| 13 stycznia(dts) br     | I See You                                               | The xx |
| 20 stycznia(dts) br     | Pierwszy śnieg                                          | Marek Dyjak                                                                                                 |
| 20 stycznia(dts) br     | Dryfy                                                   | Kasia Popowska                                                                                              |
| 20 stycznia(dts) br     | Fénix                                                   | Nicky Jam                                                                                                   |
| 27 stycznia(dts) br     | SweetSexySavage                                         | Kehlani |
| 27 stycznia(dts) br     | A Girl, a Bottle, a Boat                                | Train |
| 27 stycznia(dts) br     | Culture                                                 | Migos |
| 31 stycznia(dts) br     | Solidarni z górnikami                                   | różni wykonawcy                                                                                             |
| 3 lutego(dts) br        | Znaki                                                   | Maciej Balcar                                                                                               |
| 3 lutego(dts) br        | I Decided                                               | Big Sean |
| 3 lutego(dts) br        | Process                                                 | Sampha |
| 10 lutego(dts) br       | Ciało obce                                              | Happysad |
| 10 lutego(dts) br       | Fifty Shakes Darker: Original Motion Picture Soundtrack | różni wykonawcy                                                                                             |
| 10 lutego(dts) br       | Human                                                   | Rag’n’Bone Man                                                                                              |
| 17 lutego(dts) br       | Under Stars                                             | Amy Macdonald                                                                                               |
| 17 lutego(dts) br       | Aby śmierć miała znaczenie                              | Bedoes, Kubi Producent                                                                                      |
| 24 lutego(dts) br       | Zew                                                     | Mrozu |
| 3 marca(dts) br         | See the Woman                                           | Mari Boine                                                                                                  |
| 3 marca(dts) br         | ÷                                                       | Ed Sheeran                                                                                                  |
| 3 marca(dts) br         | Debiut                                                  | Kaen |
| 3 marca(dts) br         | Szymanowski                                             | Aleksandra Kurzak, Agnieszka Rehlis, Dmitry Korchak, Artur Ruciński, Chór i Orkiestra Filharmonii Narodowej |
| 3 marca(dts) br         | A kysz!                                                 | Daria Zawiałow                                                                                              |
| 7 marca(dts) br         | 7                                                       | Voo Voo |
| 10 marca(dts) br        | Semper Femina                                           | Laura Marling                                                                                               |
| 10 marca(dts) br        | Dream Machine                                           | Tokio Hotel                                                                                                 |
| 17 marca(dts) br        | Spirit                                                  | Depeche Mode                                                                                                |
| 17 marca(dts) br        | Blossom                                                 | Milky Chance                                                                                                |
| 17 marca(dts) br        | So Good                                                 | Zara Larsson                                                                                                |
| 17 marca(dts) br        | POP.                                                    | Miuosh |
| 17 marca(dts) br        | Climate Change                                          | Pitbull |
| 17 marca(dts) br        | Hot Thoughts                                            | Spoon |
| 18 marca(dts) br        | Mandala                                                 | Algorhythm                                                                                                  |
| 18 marca(dts) br        | Niezatapialny                                           | Manchester                                                                                                  |
| 18 marca(dts) br        | More Life                                               | Drake |
| 24 marca(dts) br        | Tu                                                      | LemON |
| 24 marca(dts) br        | The Afterlove                                           | James Blunt                                                                                                 |
| 24 marca(dts) br        | We Got Love                                             | The Kelly Family                                                                                            |
| 24 marca(dts) br        | Wonderland                                              | Take That                                                                                                   |
| 24 marca(dts) br        | Trzech Króli                                            | Popek, Sobota, Matheo                                                                                       |
| 26 marca(dts) br        | Życiówka                                                | Mezo |
| 31 marca(dts) br        | The Ride                                                | Nelly Furtado                                                                                               |
| 31 marca(dts) br        | Selfocracy                                              | Loïc Nottet                                                                                                 |
| 31 marca(dts) br        | Jestem tu nowa                                          | Anna Wyszkoni                                                                                               |
| 7 kwietnia(dts) br      | Infinite                                                | Deep Purple                                                                                                 |
| 7 kwietnia(dts) br      | Memories...Do Not Open                                  | The Chainsmokers                                                                                            |
| 7 kwietnia(dts) br      | Niebo na Wrzecionie                                     | Flint |
| 14 kwietnia(dts) br     | Youth                                                   | Tinie Tempah                                                                                                |
| 21 kwietnia(dts) br     | Be Myself                                               | Sheryl Crow                                                                                                 |
| 21 kwietnia(dts) br     | Next                                                    | ATB |
| 21 kwietnia(dts) br     | So schön anders                                         | Adel Tawil                                                                                                  |
| 21 kwietnia(dts) br     | Digital Druglord                                        | Blackbear                                                                                                   |
| 28 kwietnia(dts) br     | Something Else                                          | The Cranberries                                                                                             |
| 28 kwietnia(dts) br     | Kraft                                                   | Glashaus |
| 28 kwietnia(dts) br     | Strenght of a Woman                                     | Mary J. Blige                                                                                               |
| 28 kwietnia(dts) br     | Gute Nacht                                              | Kontra K |
| 28 kwietnia(dts) br     | Humanz                                                  | Gorillaz |
| 28 kwietnia(dts) br     | Magellano                                               | Francesco Gabbani                                                                                           |
| 28 kwietnia(dts) br     | Zakopower & Atom String Quartet                         | Zakopower, Atom String Quartet                                                                              |
| 5 maja(dts) br          | Není nám do pláče                                       | Chinaski |
| 5 maja(dts) br          | J4M                                                     | Vitaa |
| 5 maja(dts) br          | Ma peau aime                                            | Alma |
| 5 maja(dts) br          | Moments                                                 | Andrew Rayel                                                                                                |
| 5 maja(dts) br          | Pollinator                                              | Blondie |
| 5 maja(dts) br          | Everybody                                               | Logic |
| 10 maja(dts) br         | 4x2=8                                                   | Psy |
| 12 maja(dts) br         | Harry Styles                                            | Harry Styles                                                                                                |
| 12 maja(dts) br         | Momenty                                                 | Grzegorz Hyży                                                                                               |
| 12 maja(dts) br         | Bloom                                                   | Machine Gun Kelly                                                                                           |
| 12 maja(dts) br         | After Laughter                                          | Paramore |
| 12 maja(dts) br         | Ether                                                   | B.o.B |
| 12 maja(dts) br         | Helene Fischer                                          | Helene Fischer                                                                                              |
| 12 maja(dts) br         | Ramona Rey 4                                            | Ramona Rey                                                                                                  |
| 12 maja(dts) br         | Zmartwychwstaniemy                                      | Dr Misio |
| 19 maja(dts) br         | One More Light                                          | Linkin Park                                                                                                 |
| 19 maja(dts) br         | Neva Left                                               | Snoop Dogg                                                                                                  |
| 26 maja(dts) br         | Pióropusze                                              | Sarsa |
| 26 maja(dts) br         | El Dorado                                               | Shakira |
| 26 maja(dts) br         | Na nowo                                                 | Mateusz Ziółko                                                                                              |
| 26 maja(dts) br         | Milion słów                                             | Jula |
| 26 maja(dts) br         | Teenage Emotions                                        | Lil Yachty                                                                                                  |
| 27 maja(dts) br         | Seifert                                                 | Atom String Quartet                                                                                         |
| 2 czerwca(dts) br       | Monkey Business                                         | Margaret |
| 2 czerwca(dts) br       | Krótka płyta o miłości                                  | Patrycja Markowska                                                                                          |
| 2 czerwca(dts) br       | Dua Lipa                                                | Dua Lipa |
| 2 czerwca(dts) br       | Is This the Life We Really Want?                        | Roger Waters                                                                                                |
| 2 czerwca(dts) br       | Hopeless Fountain Kingdom                               | Halsey |
| 2 czerwca(dts) br       | Relaxer                                                 | Alt-J |
| 2 czerwca(dts) br       | 1994                                                    | Jamal |
| 9 czerwca(dts) br       | Witness                                                 | Katy Perry                                                                                                  |
| 9 czerwca(dts) br       | Egzotyka                                                | Quebonafide                                                                                                 |
| 12 czerwca(dts) br      | Koncert 40-lecia                                        | Kombi |
| 16 czerwca(dts) br      | Melodrama                                               | Lorde |
| 16 czerwca(dts) br      | Feed the Machine                                        | Nickelback                                                                                                  |
| 16 czerwca(dts) br      | Woodstock                                               | Portugal. The Man                                                                                           |
| 16 czerwca(dts) br      | ID                                                      | Paddy Kelly                                                                                                 |
| 16 czerwca(dts) br      | Pretty Girls Like Trap                                  | 2 Chainz |
| 23 czerwca(dts) br      | Evolve                                                  | Imagine Dragons                                                                                             |
| 23 czerwca(dts) br      | Grateful                                                | DJ Khaled                                                                                                   |
| 30 czerwca(dts) br      | Funk Wav Bounces Vol. 1                                 | Calvin Harris                                                                                               |
| 30 czerwca(dts) br      | 4:44                                                    | Jay-Z |
| 7 lipca(dts) br         | Issa Album                                              | 21 Savage                                                                                                   |
| 14 lipca(dts) br        | Jungle Rules                                            | French Montana                                                                                              |
| 21 lipca(dts) br        | Lust for Life                                           | Lana Del Rey                                                                                                |
| 21 lipca(dts) br        | Kolony                                                  | Steve Aoki                                                                                                  |
| 21 lipca(dts) br        | Sacred Hearts Club                                      | Foster the People                                                                                           |
| 21 lipca(dts) br        | BitchImTheShit2                                         | Tyga |
| 28 lipca(dts) br        | Paranormal                                              | Alice Cooper                                                                                                |
| 28 lipca(dts) br        | Everything Now                                          | Arcade Fire                                                                                                 |
| 30 lipca(dts) br        | Szprycer                                                | Taco Hemingway                                                                                              |
| 10 sierpnia(dts) br     | AVĪCI (01)                                              | Avicii |
| 11 sierpnia(dts) br     | Come Over When You’re Sober, Pt. 1                      | Lil Peep |
| 18 sierpnia(dts) br     | Still Striving                                          | ASAP Ferg                                                                                                   |
| 25 sierpnia(dts) br     | Fifth Harmony                                           | Fifth Harmony                                                                                               |
| 25 sierpnia(dts) br     | Anthrazit                                               | RAF Camora                                                                                                  |
| 25 sierpnia(dts) br     | Luv Is Rage 2                                           | Lil Uzi Vert                                                                                                |
| 25 sierpnia(dts) br     | 17                                                      | XXXTentacion                                                                                                |
| 1 września(dts) br      | Freedom Child                                           | The Script                                                                                                  |
| 1 września(dts) br      | Światło nocne                                           | Natalia Przybysz                                                                                            |
| 1 września(dts) br      | Scooter Forever                                         | Scooter |
| 8 września(dts) br      | tru.                                                    | Cro |
| 8 września(dts) br      | Native Invader                                          | Tori Amos                                                                                                   |
| 15 września(dts) br     | Ach świecie...                                          | Maryla Rodowicz                                                                                             |
| 15 września(dts) br     | Evolution                                               | Anastacia                                                                                                   |
| 15 września(dts) br     | Resurgam                                                | Fink |
| 15 września(dts) br     | The Aviary                                              | Galantis |
| 15 września(dts) br     | Golden Rail Motel                                       | Eamon |
| 15 września(dts) br     | Concrete and Gold                                       | Foo Fighters                                                                                                |
| 22 września(dts) br     | Azyl P. i przyjaciele                                   | Azyl P. |
| 22 września(dts) br     | Double Dutchess                                         | Fergie |
| 22 września(dts) br     | Wonderful Wonderful                                     | The Killers                                                                                                 |
| 22 września(dts) br     | Gemini                                                  | Macklemore                                                                                                  |
| 22 września(dts) br     | Unfall                                                  | IAMX |
| 29 września(dts) br     | Road Songs for Lovers                                   | Chris Rea                                                                                                   |
| 29 września(dts) br     | Younger Now                                             | Miley Cyrus                                                                                                 |
| 29 września(dts) br     | Tell Me You Love Me                                     | Demi Lovato                                                                                                 |
| 29 września(dts) br     | Uncovered                                               | Robin Schulz                                                                                                |
| 29 września(dts) br     | Desire                                                  | Hurts |
| 29 września(dts) br     | Now                                                     | Shania Twain                                                                                                |
| 29 września(dts) br     | Przechodzień o wschodzie                                | Strachy na Lachy                                                                                            |
| 29 września(dts) br     | Scream                                                  | Michael Jackson                                                                                             |
| 29 września(dts) br     | Halo tu Ziemia                                          | Natalia Kukulska                                                                                            |
| 29 września(dts) br     | Inside a Dream                                          | Echosmith                                                                                                   |
| 29 września(dts) br     | Loyalty Is Royalty                                      | Masta Killa                                                                                                 |
| 29 września(dts) br     | Gatunek L                                               | Grubson |
| 6 października(dts) br  | You Make It Feel Like Christmas                         | Gwen Stefani                                                                                                |
| 6 października(dts) br  | Dark Matters                                            | The Rasmus                                                                                                  |
| 6 października(dts) br  | As You Were                                             | Liam Gallagher                                                                                              |
| 6 października(dts) br  | Camouflage                                              | Lara Fabian                                                                                                 |
| 6 października(dts) br  | French Touch                                            | Carla Bruni                                                                                                 |
| 6 października(dts) br  | Heaven Upside Down                                      | Marilyn Manson                                                                                              |
| 6 października(dts) br  | Sunrise                                                 | Sam Feldt                                                                                                   |
| 6 października(dts) br  | Chodź tu                                                | Paulina Przybysz                                                                                            |
| 6 października(dts) br  | Oldschool                                               | Kuba Badach                                                                                                 |
| 6 października(dts) br  | Heartbreak Century                                      | Sunrise Avenue                                                                                              |
| 13 października(dts) br | Beautiful Trauma                                        | Pink |
| 13 października(dts) br | O mnie, o tobie, o nas                                  | Andrzej Piaseczny                                                                                           |
| 13 października(dts) br | Smile                                                   | Simon Webbe                                                                                                 |
| 13 października(dts) br | Mr. Davis                                               | Gucci Mane                                                                                                  |
| 20 października(dts) br | Discordia                                               | Natalia Nykiel                                                                                              |
| 20 października(dts) br | Walk the Earth                                          | Europe |
| 20 października(dts) br | Glasshouse                                              | Jessie Ware                                                                                                 |
| 20 października(dts) br | 11:11 Reset                                             | Keyshia Cole                                                                                                |
| 20 października(dts) br | Warmer in the Winter                                    | Lindsey Stirling                                                                                            |
| 20 października(dts) br | Flicker                                                 | Niall Horan                                                                                                 |
| 20 października(dts) br | From Then On                                            | Paul van Dyk                                                                                                |
| 20 października(dts) br | Fala/Wave                                               | Sylwia Lipka                                                                                                |
| 27 października(dts) br | Amore gigante                                           | Gianna Nannini                                                                                              |
| 27 października(dts) br | Meaning of Life                                         | Kelly Clarkson                                                                                              |
| 27 października(dts) br | Waves                                                   | Rachel Platten                                                                                              |
| 27 października(dts) br | Beach House 3                                           | Ty Dolla Sign                                                                                               |
| 30 października(dts) br | Tak mi się nie chce                                     | Mikromusic                                                                                                  |
| 31 października(dts) br | Heartbreak on a Full Moon                               | Chris Brown                                                                                                 |
| 3 listopada(dts) br     | Mój dom                                                 | Kortez |
| 3 listopada(dts) br     | Ultimate                                                | Bryan Adams                                                                                                 |
| 3 listopada(dts) br     | Kids in Love                                            | Kygo |
| 3 listopada(dts) br     | Red Pill Blues                                          | Maroon 5 |
| 3 listopada(dts) br     | The Thrill of It All                                    | Sam Smith                                                                                                   |
| 3 listopada(dts) br     | Unloved                                                 | Maciej Obara Quartet                                                                                        |
| 10 listopada(dts) br    | Consious                                                | Guy Sebastian                                                                                               |
| 10 listopada(dts) br    | Louane                                                  | Louane Emera                                                                                                |
| 10 listopada(dts) br    | Reputation                                              | Taylor Swift                                                                                                |
| 10 listopada(dts) br    | The Best of                                             | Ania Dąbrowska                                                                                              |
| 10 listopada(dts) br    | Zimowe graffiti 2                                       | Lady Pank                                                                                                   |
| 10 listopada(dts) br    | Jupiter Calling                                         | The Corrs                                                                                                   |
| 10 listopada(dts) br    | Synthesis                                               | Evanescence                                                                                                 |
| 10 listopada(dts) br    | Standards                                               | Seal |
| 10 listopada(dts) br    | What If Nothing                                         | Walk the Moon                                                                                               |
| 10 listopada(dts) br    | Set the Record Straight                                 | Billy Ray Cyrus                                                                                             |
| 10 listopada(dts) br    | Poruba                                                  | Jaromír Nohavica                                                                                            |
| 17 listopada(dts) br    | Życzenia                                                | Sound’n’Grace                                                                                               |
| 17 listopada(dts) br    | Miód i dym                                              | Anita Lipnicka                                                                                              |
| 17 listopada(dts) br    | Everyday Is Christmas                                   | Sia |
| 17 listopada(dts) br    | Blue Lips                                               | Tove Lo |
| 24 listopada(dts) br    | Utopia                                                  | Björk |
| 24 listopada(dts) br    | Ride                                                    | Loreen |
| 24 listopada(dts) br    | Złota Owca                                              | Paluch |
| 24 listopada(dts) br    | Nowy Kolor                                              | Otsochodzi                                                                                                  |
| 24 listopada(dts) br    | Dom otwartych drzwi                                     | Donguralesko                                                                                                |
| 27 listopada(dts) br    | Cybersex                                                | Blackbear                                                                                                   |
| 1 grudnia(dts) br       | Songs of Experience                                     | U2 |
| 1 grudnia(dts) br       | Talizman                                                | Kamil Bednarek                                                                                              |
| 1 grudnia(dts) br       | Nowa fala                                               | Young Multi                                                                                                 |
| 1 grudnia(dts) br       | Oh, vita!                                               | Jovanotti                                                                                                   |
| 8 grudnia(dts) br       | Pierwiastek z dziewięciu                                | Ich Troje                                                                                                   |
| 8 grudnia(dts) br       | Double or Nothing                                       | Big Sean & Metro Boomin                                                                                     |
| 8 grudnia(dts) br       | Rubba Band Business                                     | Juicy J |
| 8 grudnia(dts) br       | More Than You Know                                      | Axwell & Ingrosso                                                                                           |
| 11 grudnia(dts) br      | Nirvana                                                 | Inna |
| 15 grudnia(dts) br      | The Beautiful & Damned                                  | G-Eazy |
| 15 grudnia(dts) br      | Revival                                                 | Eminem |
| 15 grudnia(dts) br      | No One Ever Really Dies                                 | N.E.R.D |
| 15 grudnia(dts) br      | Pop 2                                                   | Charli XCX                                                                                                  |
| 15 grudnia(dts) br      | Asking Alexandria                                       | Asking Alexandria                                                                                           |
| 22 grudnia(dts) br      | El Gato: The Human Glacler                              | Gucci Mane                                                                                                  |

Inne albumy z 2017 r., dla których brak informacji o dokładnej dacie wydania:
- A Tribute to Vespa – tribute album, różni wykonawcy
- Festiwal Orle Gniazdo – Wydanie jubileuszowe – album kompilacyjny, różni wykonawcy
- U boku Bartka. Hołd muzyczny dla Zgrupowania NSZ – różni wykonawcy, książka

## Musicale
- 15 września polska prapremiera Doktora Żywago w Operze i Filharmonii Podlaskiej w Białymstoku

## Nagrody
- 26 kwietnia – Fryderyki 2017[683]
- 13 maja – 62. Konkurs Piosenki Eurowizji – Salvador Sobral „Amar pelos dois”[684]
- 23 czerwca – Grand Prix Jazz Melomani 2016, Łódź[685][686]
- 14 września – ogłoszenie zwycięzcy Mercury Prize 2017 – Sampha za album Process[687]